# أحمد حسين خضير
أحمد حسين خضير السامرائي (ولد في سامراء في 1942)، سياسي ورئيس وزراء عراقي سابق (1993-1994)، ورئيس ديوان رئاسة الجمهورية لمرتين، كما شغل عدداً من المناصب الوزارية في فترة حكم الرئيس العراقي السابق صدام حسين، حاصل على بكلوريوس في الأدب الانجليزي وبكالوريوس في القانون .

## المناصب السياسية
- سفير العراق في ايران حتى 8 مارس 1980

عندما سحبت ايران سفيرها من العراق وطلبت من السفير العراقي احمد حسين السامرائي المغادرة بتهمة التدخل العراقي في الشؤون الداخلية الايرانية. 
- وكيل وزارة الخارجية في عام 1982
- وزير الشباب 1982-1983 ضمن الحكومة التي كانت برئاسة صدام حسين
- رئيس ديوان رئاسة الجمهورية (1984 - 1991).
- وزير المالية ( مارس 1991 - سبتمبر 1991) في حكومة سعدون حمادي
- وزير الخارجية - خلفا لطارق عزيز - (أيلول سبتمبر 1991 - تموز يوليو 1992) في  حكومة محمد حمزة الزبيدي  .
- وزير المالية ( يوليو 1992 - سبتمبر 1993) في حكومة محمد حمزة الزبيدي .
- رئيس وزراء العراق للفترة من 5-9-1993 وحتى 29-5-1994.
- اختير مرة ثانية رئيسا لديوان رئاسة الجمهورية من 1995 حتى سقوط النظام في 2003 وكان آخر منصب له .[2]

## رئاسة الوزراء
كان أحمد حسين خضير ثالث من شغل منصب رئيس الوزراء خلال فترة رئاسة صدام حسين، وكانت للفترة من 5 أيلول 1993 لغاية 29 أيار 1994. كلف بعدها أحمد حسين خضير بشغل منصب رئاسة ديوان الرئاسة، بينما عاد صدام حسين لمنصب رئيس الوزراء، واستمرت تلك الحكومة حتى احتلال العراق عام 2003.

### قائمة الوزراء
كان قائمة الوزراء في الحكومة التي ترأسها أحمد حسين خضير كما يلي:
| الوزارة                           | الوزير                        | الملاحظات |
| --------------------------------- | ----------------------------- | --- |
| رئيس الوزراء                      | أحمد حسين خضير                | شغل منصب وزير الخارجية ثم وزير المالية في حكومة محمد حمزة الزبيدي. استمر في منصب وزير المالية بالوكالة |
| نائب رئيس الوزراء                 | طارق عزيز                     | مستمر في منصبه |
| وزير الدفاع                       | علي حسن المجيد                | مستمر في منصبه |
| وزير الداخلية                     | وطبان إبراهيم الحسن           | مستمر في منصبه |
| وزير الخارجية                     | محمد سعيد الصحاف              | مستمر في منصبه |
| وزير المالية                      | أحمد حسين خضير                | استمر في منصبه بالوكالة مع شغله لمنصب رئيس الوزراء |
| وزير العدل                        | شبيب المالكي                  | مستمر في منصبه |
| وزير التربية                      | حكمت عبد الله البزاز          | مستمر في منصبه |
| وزير التعليم العالي والبحث العلمي | همام عبد الخالق عبد الغفور    | مستمر في منصبه |
| وزير العمل والشؤون الاجتماعية     | لطيف نصيف جاسم                | خلفا لأوميد مدحت مبارك |
| وزير الصحة                        | أوميد مدحت مبارك              | خلفا لعبد السلام محمد سعيد، كان يشغل منصب وزير العمل والشؤون الاجتماعية |
| وزير الثقافة والإعلام             | حامد يوسف حمادي               | مستمر في منصبه |
| وزير النقل والمواصلات             | أحمد مرتضى أحمد               | خلفا لعبد الستار أحمد المعيني |
| وزير الزراعة                      | بشير علوان حمادي حسن العيثاوي | كانت الوزارة السابقة تسمى وزارة الزراعة والري والتي كان يشغلها الوزير عبد الوهاب محمود عبد الله الصباغ. شغل بشير علوان المنصب حتى 25 أيار 1994، شغل بعده وزير الري نزار جمعة علي القصير منصب وزير الزراعة بالوكالة |
| وزير الري                         | نزار جمعة علي القصير          | كانت الوزارة السابقة تسمى وزارة الزراعة والري والتي كان يشغلها الوزير عبد الوهاب محمود عبد الله الصباغ. |
| وزارة الإسكان والتعمير            | محمود ذياب الأحمد             | مستمر في منصبه |
| وزير التخطيط                      | سامال مجيد فرج                | مستمر في منصبه |
| التجارة                           | محمد مهدي صالح                | مستمر في منصبه |
| وزير الصناعة والمعادن             | حسين كامل                     | خلفا لعامر السعدي |
| وزير النفط                        | صفاء هادي جواد الحبوبي        | خلفا لأسامة عبد الرزاق الهيتي |
| وزير الأوقاف والشؤون الدينية      | عبد المنعم أحمد صالح          | خلفا لعبد الله فاضل عباس السامرائي |
| وزير دولة للشؤون العسكرية         | عبد الجبار شنشل               | مستمر في منصبه |
| وزير دولة                         | أرشد محمد أحمد الزيباري       | - |
| وزير دولة                         | عبد الوهاب مرزا عمر الأتروشي  | - |

## سجنه ومحاكمته
سلم نفسه بعد الاحتلال الأمريكي لبغداد عام 2003 .
حكمت المحكمة الجنائية العراقية العليا التي رأسها القاضي رؤوف رشيد عبد الرحمن عليه بالسجن 6 سنوات .
برّأته المحكمة الجنائية العراقية العليا عام 2009 في قضية ما اعتبر تطهيراً عرقياً للكرد الفيليين الشيعة في ثمانينيات القرن الماضي. 